# Aníbal Fernández

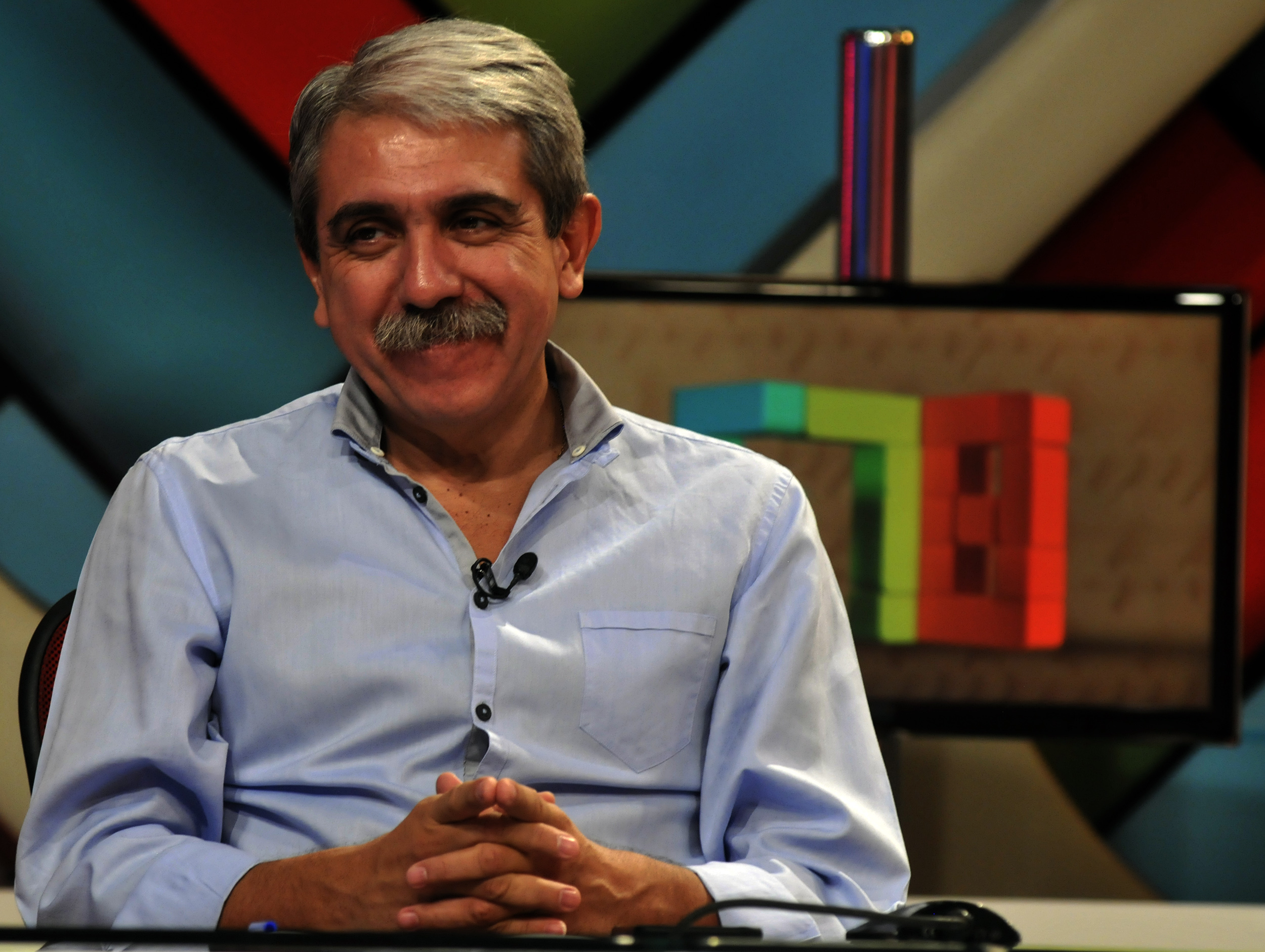
Aníbal Fernández (2015)

Aníbal Domingo Fernández (* 9. Januar 1957 in Quilmes, Provinz Buenos Aires, Argentinien) ist ein argentinischer Politiker der Partido Justicialista, Rechtsanwalt und zertifizierter Wirtschaftsprüfer. Vom 20. September 2021 bis zum 10. Dezember 2023 war er argentinischer Minister für Sicherheit im Kabinett Fernández. Zu seinem politischen Freundeskreis zählten die  Präsidenten Néstor Kirchner und Cristina Fernández de Kirchner. Er hatte bereits unter den drei Präsidenten Eduardo Duhalde, Néstor Kirchner und Cristina Fernández de Kirchner mehrere Positionen im Kabinett inne und war in verschiedenen Ministerien für mehr als neun Jahre aktiv.

## Politische Karriere
1991 wurde er Bürgermeister von Quilmes. 1994 wurde er wegen Dokumentenfälschung festgenommen und tauchte danach für 48 Stunden unter.
Anlässlich seiner späteren Berufung zum Justizminister (2008) vertraten Kritiker die Meinung, dass ein Justizminister nicht vorbestraft sein sollte. Nach einer Wahlniederlage des Regierungsbündnisses bei Parlamentswahlen im Jahr 2009 legte Sergio Massa sein Amt als Kabinettschef nieder, welches Fernández übernahm, der zu jenem Zeitpunkt Justizminister war. Diese Position hatte er vom 8. Juli 2009 bis zum Ablauf der Amtszeit am 10. Dezember 2011 inne und wurde von Juan Manuel Abal Medina abgelöst. Vom Februar 2015 bis zur Abwahl im Dezember 2015 war er erneut Kabinettschef von Präsidentin Cristina Fernández. 2015 unterlag er bei der Wahl zum Gouverneur der Provinz Buenos Aires.
Im September 2021 wurde er im Rahmen einer Kabinettsumbildung als neuer Minister für Sicherheit in das Kabinett des Präsidenten Alberto Fernández berufen. Er behielt diese Position bis zum Ende der Amtszeit Fernández’ im Dezember 2023.

## Weiteres
2006 bezeichnete Fernández – zu jenem Zeitpunkt Innenminister – die offizielle Kriminalstatistik als „gefälscht“ und „inoffiziell“. Im Jahr 2008 bezeichnete er Martín Redrado als dumm und launisch, nachdem ihm dieser bat, das Dekret für seinen Rücktritt aufzuheben. Nachdem der peruanische Nobelpreisträger Mario Vargas Llosa und der spanische Philosoph Fernando Savater die argentinische Regierung 2011 öffentlich kritisierten, beleidigte er diese mit „Sie sagen Schwachsinn“ sowie mit „Was geht es Sie an, was in einem anderen Land passiert“.

### Bücher
Sein erstes Buch, «Zonceras argentinas y otras yerbas», veröffentlichte er 2011.